# Hydrochara spangleri
Hydrochara spangleri är en skalbaggsart som beskrevs av Ales Smetana 1980. Hydrochara spangleri ingår i släktet Hydrochara och familjen palpbaggar. Inga underarter finns listade i Catalogue of Life.